# Proprietà privata (film)
Proprietà privata (Nue propriété) è un film del 2006 diretto da Joachim Lafosse.

## Riconoscimenti
- 2007 - Premio André Cavens